# O Cacilheiro do Amor
O Cacilheiro do Amor é uma série portuguesa de humor realizada em 1990, emitida pela RTP1, adaptada do original norte-americano The Love Boat.

## Sinopse
Se existem cruzeiros para destinos paradisíacos no estrangeiro, por que não aproveitar as belezas naturais do Tejo? É com este propósito que surge o Cacilheiro do Amor. Com escalas em Cacilhas, Porto Brandão, Trafaria, Belém, Montijo, Seixal, Barreiro e Vila Franca de Xira, nele embarcarão as mais estranhas criaturas…

## Elenco
- Adelaide João - Mulher da bóia
- Alexandra Diogo – Lisete
- António Rocha (†) – Simões
- Aristides Teixeira – Albino
- Cristina Paço d’Arcos – Betinha
- Luís Aleluia – Octávio
- Luís Vicente - Tito Gaspar
- Manuel Cavaco – Comandante Alves Teodósio
- Octávio de Matos (†) - Barbeiro
- Rui Luís (†) - Bilheteiro

## Episódios
- 1. O suspeito
- 2. Miss Tejo
- 3. Meu amor é pirata
- 4. Torres do Tejo
- 5. À deriva
- 6. Barco parado de água fria…
- 7. O inspector
- 8. Triângulo mágico